# Gesneria harrisii
Gesneria harrisii är en tvåhjärtbladig växtart som beskrevs av Ignatz Urban. Gesneria harrisii ingår i släktet Gesneria och familjen Gesneriaceae. Inga underarter finns listade i Catalogue of Life.